# Sabbath Hela Veckan
Sabbath Hela Veckan (was so viel heißt wie „Die ganze Woche Sabbat“) ist eine sechsköpfige schwedische Klezmer-Band. Sie besteht aus professionellen Musikern aus Schweden, Finnland und den USA und wurde im Frühjahr 1989 in Stockholm gegründet, das auch aktuell noch ihre gemeinsame Wahlheimat ist.

## Stil
Die instrumentale Besetzung mit Saxophon und Posaune, Klarinette und Geige, unterlegt von Kontrabass und Akkordeon liegt nahe. Dieses „Jewrobeat Orchestra“, wie sie sich selber nennen, pflegt klassischen Klezmer gemixt mit osteuropäischer Romamusik und Jazz. Mit puritanischer Traditionspflege haben sie nicht viel im Sinn, eher mit der Jazzhaltung der Livemusik, des Improvisierens und „Swingens“.

## Diskografie
- Klez (1994)
- Swedish Klezmer Band (Oktober 1996)
- Honga! (April 1998)
- East Goes West